# Профсоюзное движение в США

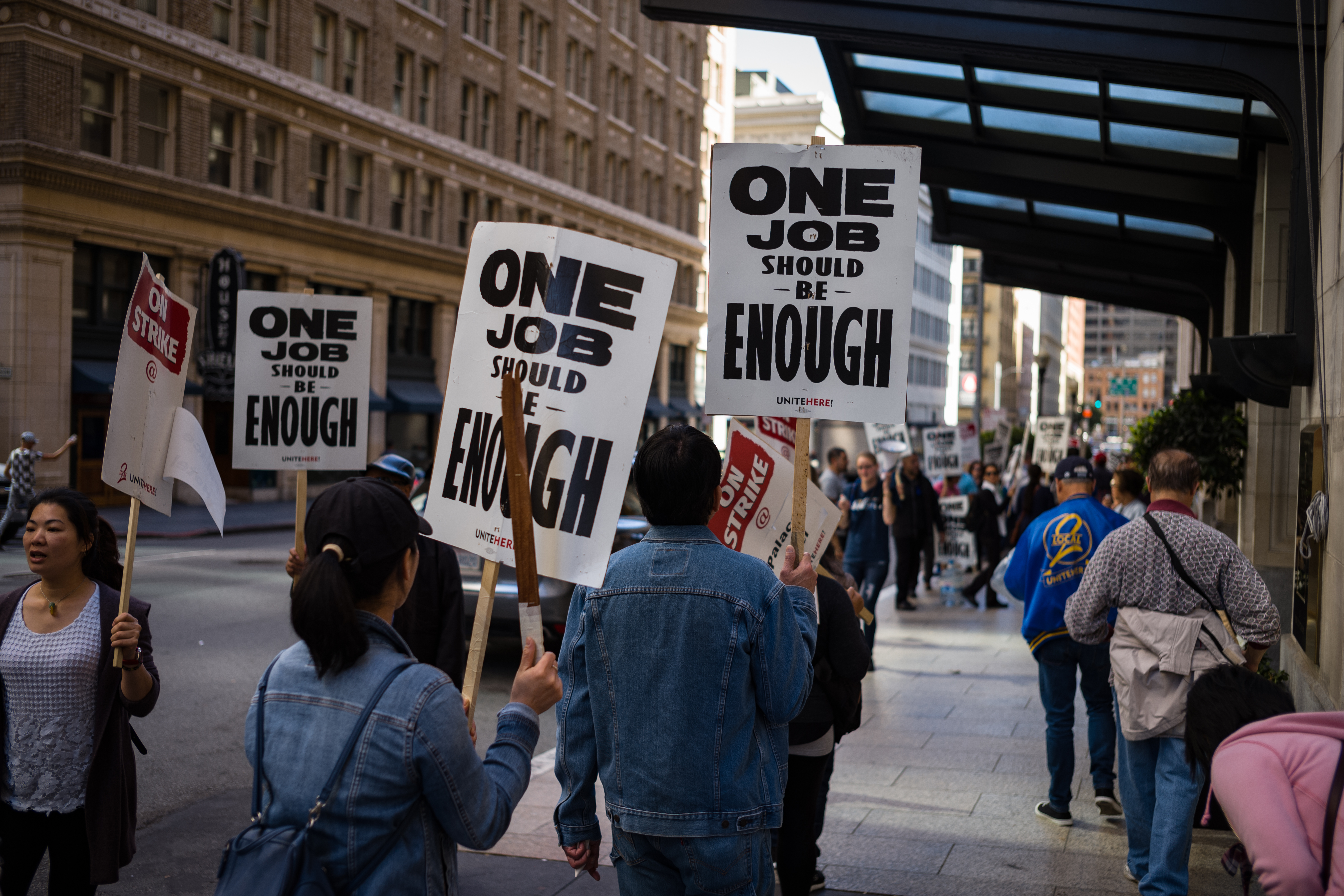
Забастовка в 2018 году

Профсоюзное движение в США (англ. Labor unions in the United States) — совокупность организаций, представляющих работников большинства отраслей американской промышленности и сектора услуг; профсоюзы получили официальное признание в рамках трудового законодательством США с момента принятия Национального закона о трудовых отношениях во время «Нового курса», в 1935 году. В XXI века деятельность профсоюзного движения сосредоточена на коллективных переговорах о заработной плате, льготах и условиях труда, а также — на представлении работников в спорах с руководством по поводу нарушений условий контрактов. Наиболее крупные профсоюзы регулярно участвуют в лоббировании законов и в предвыборной агитации: как на уровне отдельных штатов, так и на федеральном уровне. В 2019 году в США насчитывалось 14,6 миллионов членов профсоюзов — по сравнению с 17,7 миллионами в 1983.

## Антипрофсоюзное насилие
В первой половине XX века характерным для США было применение силы против профсоюзных активистов, членов и сторонников, часто во время забастовок или акций протеста. Работодатели, детективные агентства, полиция, милиция и другие силы использовали насилие, чтобы подавить профсоюзы, снизить их эффективность или препятствовать их созданию. Насилие могло быть отдельным актом или частью кампании, включающей шпионаж, запугивание, провокации, дезинформацию и саботаж. Примерами насилия могут послужить такие события как бойня в Ладлоу, расстрел у Латтимера, линчевание Фрэнка Литтла и покушение на Уолтера Рейтера. Со временем насилие стало менее распространенным и открытым.